# Liste der Kardinalpriester von Santi Vitale, Valeria, Gervasio e Protasio
Folgende Kardinäle waren Kardinalpriester von San Vitale (lat. Titulus Sancti Vitalis (in Vestina)):
- Jaime Serra i Cau (1500–1502)
- Giovanni Stefano Ferrero (1502–1505)
- Antonio de Ferreri (1505–1508)
- René de Prie (1509–1511)
- Antonio Maria Ciocchi del Monte (1511–1514); in commendam (1514–1517)
- Francesco Conti (1517–1521)
- Marino Grimani (1528–1532)
- Esteban Gabriel Merino (1533–1534)
- John Fisher (1535)[1]
- Gasparo Contarini (1535–1537)
- Giovanni Maria Ciocchi del Monte (1537–1542)
- Giovanni Girolamo Morone (1542–1549)
- Filiberto Ferrero (1549)
- Giovanni Ricci (1551–1566)
- Luigi Pisani (1566–1568)
- Luigi Cornaro (1568–1569)
- Gaspar Cervantes (1570)
- Pietro Donato Cesi (1570–1584)
- Costanzo da Sarnano OFMConv (1587)
- Antonio Maria Sauli (1588–1591)
- vakant (1591–1596)
- Titel aufgehoben 1596

Folgende Kardinäle waren Kardinalpriester von Santi Vitale, Valeria, Gervasio e Protasio:
- Titel wiederhergestellt 1880
- Andon Bedros Hassunian (1880–1884)
- Guglielmo Massaia OFMCap (1884–1889)
- Albin Dunajewski (1891–1894)
- vakant (1894–1902)
- Jan Puzyna de Kosielsko (1902–1911)
- Louis-Nazaire Bégin (1914–1925)
- Vicente Casanova y Marzol (1925–1930)
- Karel Kašpar (1935–1941)
- Manuel Arce y Ochotorena (1946–1948)
- Benjamín de Arriba y Castro (1953–1973)
- František Tomášek (1973–1992)
- Adam Joseph Maida (seit 1994)